# Shing Yin Khor
Shing Yin Khor est une artiste et dessinatrice américano-malaisienne. Elle est l'auteure des bandes dessinées The American Dream ? A Journey on Route 66, The Center for Otherworld Science et Say it with Noodles, pour lequel elle a recu un Ignatz Award. Son roman graphique The Legend of Auntie Po a été finaliste pour le Prix national du livre 2021 pour la littérature jeunesse et recu le Prix Eisner « Meilleure publication pour adolescents » en 2022.

## Biographie
Khor grandit en Malaisie et déménage ensuite aux États-Unis d'Amérique. Elle y vit depuis plus d'une décennie et est citoyenne américaine.

## Œuvre

### The Center for Otherworld Science

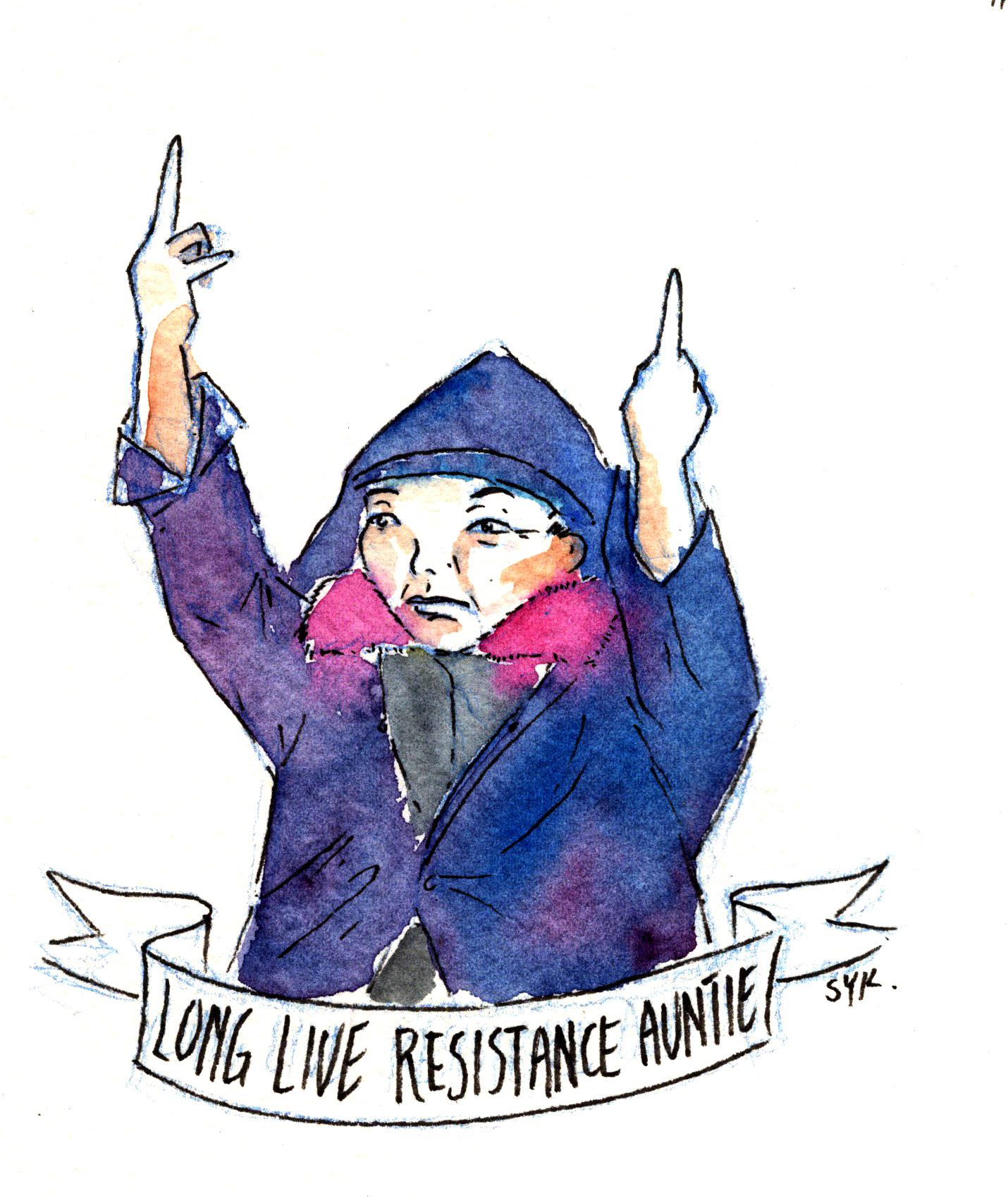
Resistance Auntie. Dessin de Shing Yin Khor, 2017.

Shing Yin Khor est la créatrice du webcomic The Center for Otherworld Science, dans lequel des scientifiques font des expériences sur la flore et la faune d'un lieu appelé l'Autre Monde. Ces expériences permettent des avancées médicales comme l'éradication de la drépanocytose, mais sont moralement douteuses. Après qu'un incident a entraîné la mort d'un travailleur, les survivants doivent gérer les retombées de l'accident et affronter ses conséquences émotionnelles et existentielles.
D’après une critique du webcomic dans The Beat, The Center for Otherworld Science « combine des créatures d'un autre monde et des décors fantastiques avec les détails banals du travail dans un cadre professionnel et les petits moments partagés entre trois collègues. Le résultat est une bande dessinée qui semble à la fois familière et éthérée, une impression encore renforcée par le dessin simple et extrêmement efficace ».

### Say it with Noodles
Say it with Noodles: On Learning to Speak the Language of Food est un livre de bande dessinée sur la relation de Khor avec sa grand-mère et sur la façon dont cuisiner pour quelqu'un peut être un langage d'amour. Il a remporté le prix Ignatz dans la catégorie « Outstanding Minicomic » en 2018.

### The American Dream? A Journey on Route 66
The American Dream? A Journey on Route 66: Discovering Dinosaur Statues, Muffler Men, and the Perfect Breakfast Burrito est un roman graphique autobiographique. Il décrit un road trip le long de la U.S. Route 66, en partie pour se découvrir et découvrir l'autre Amérique (en dehors de sa ville de Los Angeles). Le livre couvre l'histoire de la Route 66 et le boom et le déclin auxquels ses populations ont été confrontées, tout en visitant et en dessinant des pièges à touristes kitschs, des sculptures géantes et des attractions abandonnées en bord de route,.
Une critique de The A.V. Club dit à propos du livre : « Sans l'art de Khor, le livre aurait peut-être été un peu aride. Mais riche en aquarelles et en lignes d'esquisse visibles sous des formes finies, il semble organique et vivant. Il est riche en textures et en formes douces, des visages souriants qui sont simples sans être trop caricaturaux. Il existe plusieurs doubles pages qui capturent les vues incroyables et les secrets remarquables que la Route 66 réserve aux voyageurs. . . La crainte, la frustration et la joie de Khor face à ses découvertes sont palpables. Cela montre clairement comment les propres expériences et besoins de Khor ont façonné son voyage et le livre lui-même, qui nous emmène gracieusement à l'exploration de la relation compliquée de Khor avec l'Amérique en tant qu'immigrante. . . C'est un voyage fait d'étrange et de merveilleux, ainsi que des façons profondément inquiétantes dont les gens laissent leur marque sur le monde. ». Kirkus Reviews affirme : 
« Grâce à des aquarelles lumineuses et expressives, Khor dépeint les lieux mémorables qu'elle traverse. . . Elle détaille à la fois les défis amusants (aller aux toilettes dehors) et émotionnels (solitude et épuisement) d'être un voyageur. Le pèlerinage de Khor est autant une exploration d'elle-même que de l'Amérique nostalgique. Son voyages l'incite à partager ses idées sur son chemin vers l'athéisme, sa colère contre la xénophobie et le racisme – qui sont provoqués lorsqu'elle arrive a un motel étiqueté « propriété américaine » – et la signification de « chez-soi ». Bon nombre des observations de Khor trouveront un écho auprès de ceux qui ont remis en question l'identité nationale et le sentiment d'appartenance. ».

### The Legend of Auntie Po
The Legend of Auntie Po raconte la vie d'un camp de bûcherons dans les Sierra Nevada entre 1885 et 1886, vue par Mei, 13 ans, fille d'immigrants chinois,. La nourriture est un des moyens de communication entre les différentes communautés du camp. Auntie Po est une variation sur le personnage du folklore américain Paul Bunyan.
Le livre reçoit le Prix Eisner « Meilleure publication pour adolescents » 2022.

### Autres travaux
Khor a produit des œuvres pour HuffPost, The Nib et The Toast. Elle a également contribué à l'anthologie de bandes dessinées Elements: Earth. Elle a aussi créé des installations artistiques et des sculptures,, et un article du Smithsonian lui a été consacré pour avoir recréé d'autres œuvres d'art dans Animal Crossing: New Horizons.